# Pradleves
Pradleves (Pradievi in occitano, Pra dj'Eve in piemontese; dal 1940 al 1956 Pradleve) è un comune italiano di 260 abitanti della provincia di Cuneo in Piemonte. Si trova in Valle Grana.

## Storia
Il nome locale significa "prato delle acque, delle sorgenti". Nel 1940 il nome del comune venne italianizzato in Pradleve; nel 1956 riprese il nome originario.

### Simboli
Lo stemma è stato concesso con il regio decreto del 7 febbraio 1929, poi sostituito dal DPR del 4 maggio 1998 con cui viene concesso anche il gonfalone.
Il gonfalone è un drappo partito di bianco e di rosso.

## Monumenti e luoghi d'interesse

### Aree naturali
Nel territorio del comune si trova la zona speciale di conservazione Stazione di Linum narbonense (IT1160017) che tutela uno dei rari siti in Italia di presenza del Linum narbonense.

## Società

### Evoluzione demografica
Abitanti censiti

## Amministrazione

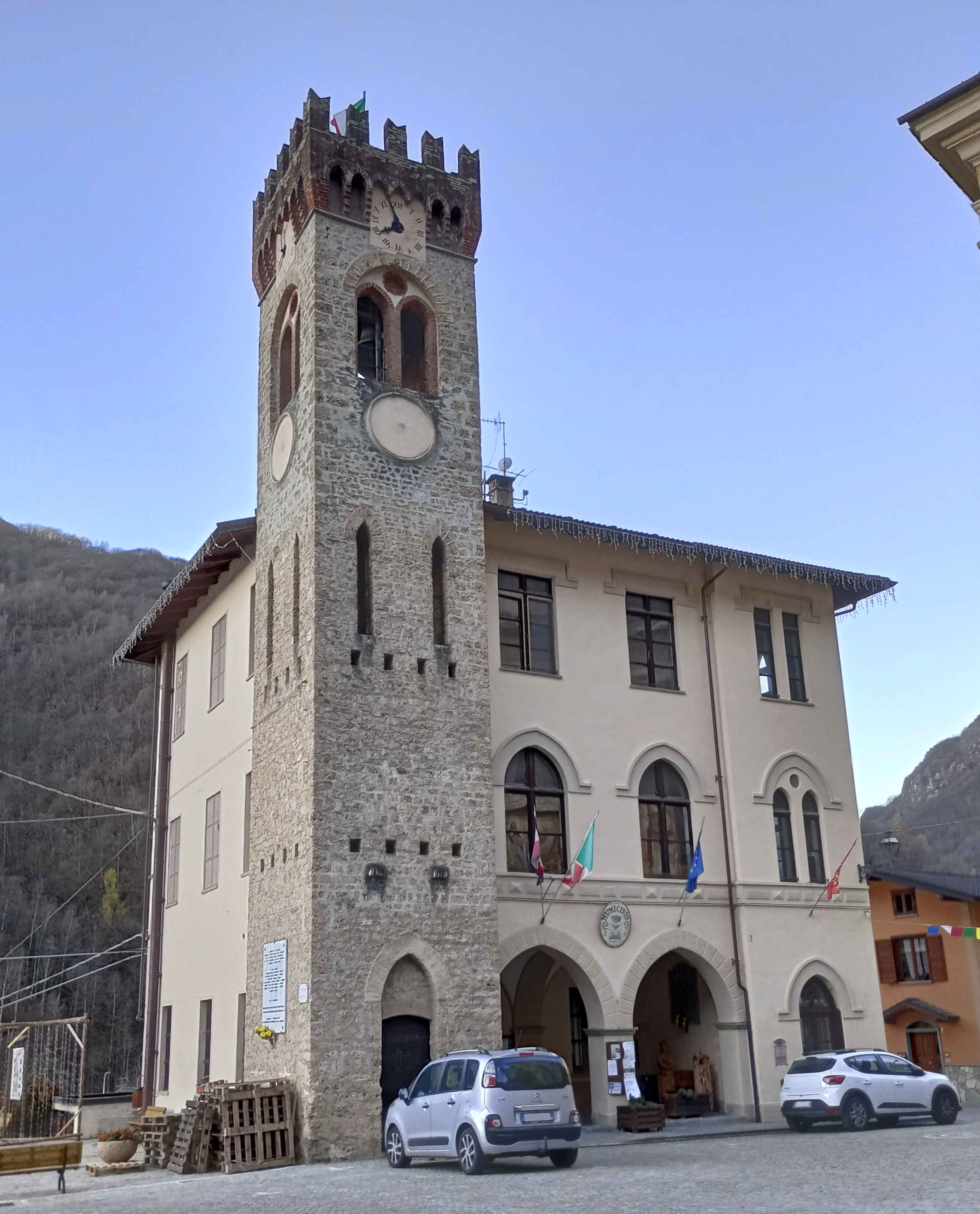
Il municipio

Di seguito è presentata una tabella relativa alle amministrazioni che si sono succedute in questo comune.
| Periodo        | Periodo        | Primo cittadino        | Partito                           | Carica  | Note  |
| -------------- | -------------- | ---------------------- | --------------------------------- | ------- | ----- |
| 31 luglio 1985 | 17 luglio 1990 | Bruno Simondi          | lista civica                      | Sindaco | [ 8 ] |
| 17 luglio 1990 | 24 aprile 1995 | Bruno Simondi          | -                                 | Sindaco | [ 8 ] |
| 24 aprile 1995 | 14 giugno 1999 | Marco Marino           | centro-sinistra                   | Sindaco | [ 8 ] |
| 14 giugno 1999 | 14 giugno 2004 | Marco Marino           | lista civica                      | Sindaco | [ 8 ] |
| 14 giugno 2004 | 8 giugno 2009  | Patrizia Simondi Fiore | lista civica                      | Sindaco | [ 8 ] |
| 8 giugno 2009  | 26 maggio 2014 | Marco Marino           | lista civica                      | Sindaco | [ 8 ] |
| 26 maggio 2014 | 27 maggio 2019 | Marco Marino           | lista civica Insieme per crescere | Sindaco | [ 8 ] |
| 27 maggio 2019 | in carica      | Marco Marino           | lista civica Insieme per crescere | Sindaco | [ 8 ] |

### Altre informazioni amministrative
Il comune faceva parte della comunità montana Valli Grana e Maira.